# Валентин (гностик)
Валентин (Valentinus, Valentinos, Valentin, Valentinian, Valentius, † след 160) е християнски гностик учител през 2 век.
Според Епифаний Кипърски той е роден във Френобис в Египет и учи в Александрия при Василид. Разпространява своето учение в Египет и отива в Рим. Според Ириней Лионски той работи при епископ Хигин († 142) в Рим и е свободен учител по теология до времето на Аникет (около 154–166). Негови ученици са Птолемей, Хераклеон и Теодот.
Валентин пише научни писма, проповеди и химни, които са събрани от неговите ученици. Запазени са девет малки фрагменти.